# Cunzone
Cunzone, chiamato anche Gunzo, (fl. VII secolo) fu all'inizio del VII secolo un duca alemanno con sede a villa Iburinga, l'odierna Überlingen sul Lago di Costanza.

## Biografia
Le sue date esatte di vita e di governo non sono state tramandate. Cunzone fu il padre di Fridiburga, che fu fidanzata con il re franco Sigeberto III.
Egli appare nelle cronache di San Gallo: Cunzone infatti, su istigazione dei popolani pagani, espulse san Colombano dall'Alemannia, recandosi quindi in Italia presso re dei Longobardi Agilulfo e dalla regina Teodolinda, non prima di aver lasciato indietro san Gallo, in quel momento malato ed impossibilitato a spostarsi. Sempre secondo le cronache di San Gallo, questo santo venne a liberare la figlia Fridiburga dal demonio (il nome però non è citato nelle cronache) dopo che dei vescovi, inviati dal re franco e fidanzato della figlia Sigeberto III, avevano fallito nel tentativo e solo dopo che Cunzone ebbe inviato due ambascerie ed una supplica: in compagnia di un prete, praticò con successo un esorcismo e la principessa poté tornare a corte. Ella convocata presso il padre, intercedette per il santo, il quale, per mezzo di un diploma, ebbe la protezione regia nell'eremo da lui già eretto e la libertà di utilizzo dei boschi vicini.
Il duca Cunzone invitò il clero ei vescovi della zona a un sinodo a Costanza nel 635 e guidò l'elezione del diacono Giovanni a vescovo di Costanza come successore del defunto vescovo Gaudenzio.
Resta discutibile se Cunzone sia da identificare con il duca Gundoino, il fondatore del monastero di Moutier-Grandval, attestato nello stesso periodo, o al suo predecessore, il duca degli Alemanni Uncilin. È possibile che Cunzone abbia governato solo la metà orientale dell'Alemannia, mentre l'altra parte forse era retta da Leuthari II.